# Katedra w Tønsbergu
Katedra w Tønsbergu (bokmål: Tønsberg domkirke, nynorsk: Tønsberg domkyrkje) – jest kościołem z 1858 roku w gminie Tønsberg, w okręgu Vestfold.
Budowla jest wybudowana z cegły i posiada 550 miejsc.
Kościół wybudowany jest na miejscu Kościoła Świętego Wawrzyńca. Ambona z 1621 roku oraz ołtarz (1764) pochodzą z kościoła Najświętszej Maryi Panny.